# Galveston-Houstoni főegyházmegye
A Galveston-Houstoni főegyházmegye (angolul: Roman Catholic Archdiocese of Galveston–Houston, latinul: Archidioecesis Galvestoniensis Houstoniensis) egy római katolikus főegyházmegye az USA Texas államában. Érseki székvárosa Galveston, társszékvárosa Houston. Metropolita érseke Daniel DiNardo, segédpüspöke George Sheltz, nyugalmazott érseke pedig Joseph Fiorenza.

## Története
1839-ben alakították meg a Monterreyi főegyházmegye területéből.

## Szuffragán egyházmegyék
A főegyházmegye szuffragán egyházmegyéi:
- Austini egyházmegye
- Beaumonti egyházmegye
- Brownsville-i egyházmegye
- Corpus Christi egyházmegye
- Tyleri egyházmegye
- Victoriai egyházmegye (USA)

## Szomszédos egyházmegyék
- Victoriai római katolikus egyházmegye (USA) (délnyugat)
- Austini egyházmegye (nyugat)
- Tyleri egyházmegye (észak)
- Beaumonti egyházmegye (kelet)